# Castelverde (Lombardie)
Pour les articles homonymes, voir Castelverde.
Castelverde est une commune italienne de la province de Crémone dans la région Lombardie en Italie.

## Géographie

### Communes limitrophes
Casalbuttano ed Uniti, Crémone, Olmeneta, Paderno Ponchielli, Persico Dosimo, Pozzaglio ed Uniti, Sesto ed Uniti